# Kanij, Novomîrhorod
Kanij (în ucraineană Каніж) este o comună în raionul Novomîrhorod, regiunea Kirovohrad, Ucraina, formată numai din satul de reședință.

## Demografie
Componența lingvistică a comunei Kanij
     Ucraineană (94,68%)
     Română (3,49%)
     Rusă (1,39%)
     Alte limbi (0,09%)
Conform recensământului din 2001, majoritatea populației comunei Kanij era vorbitoare de ucraineană (94,68%), existând în minoritate și vorbitori de română (3,49%) și rusă (1,39%).